# Sorgo dwubarwne

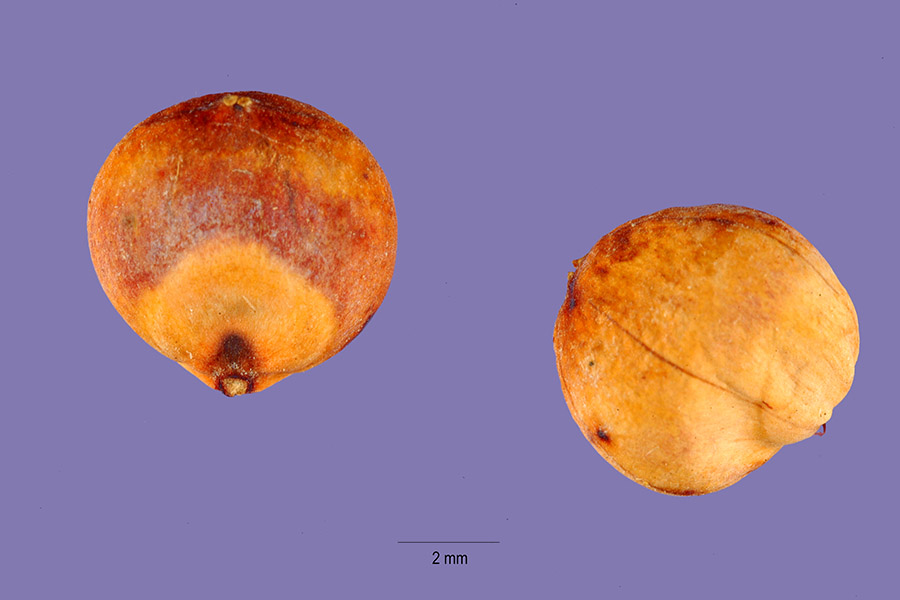
Nasiona sorga

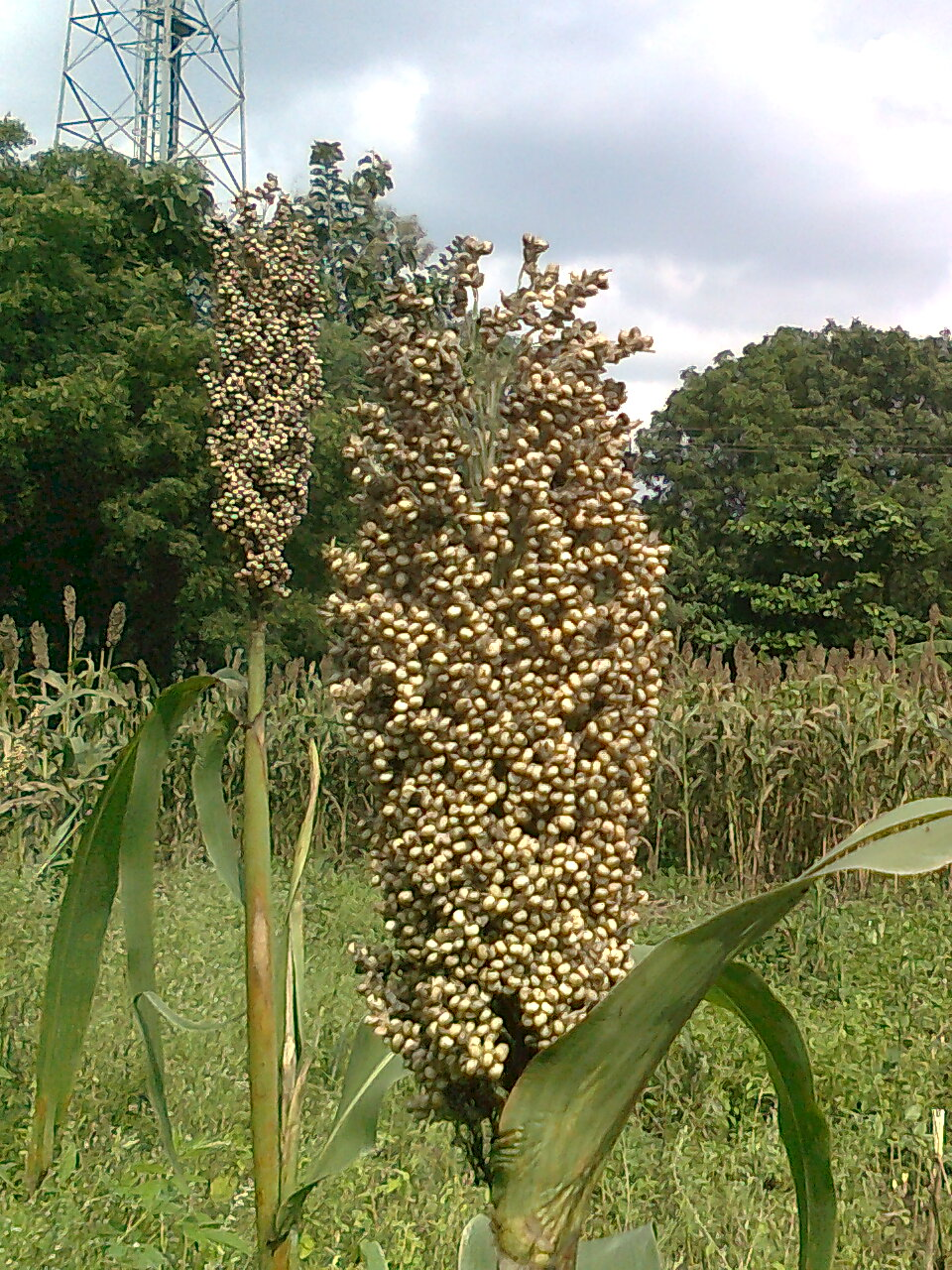
Kultywar o białych ziarniakach

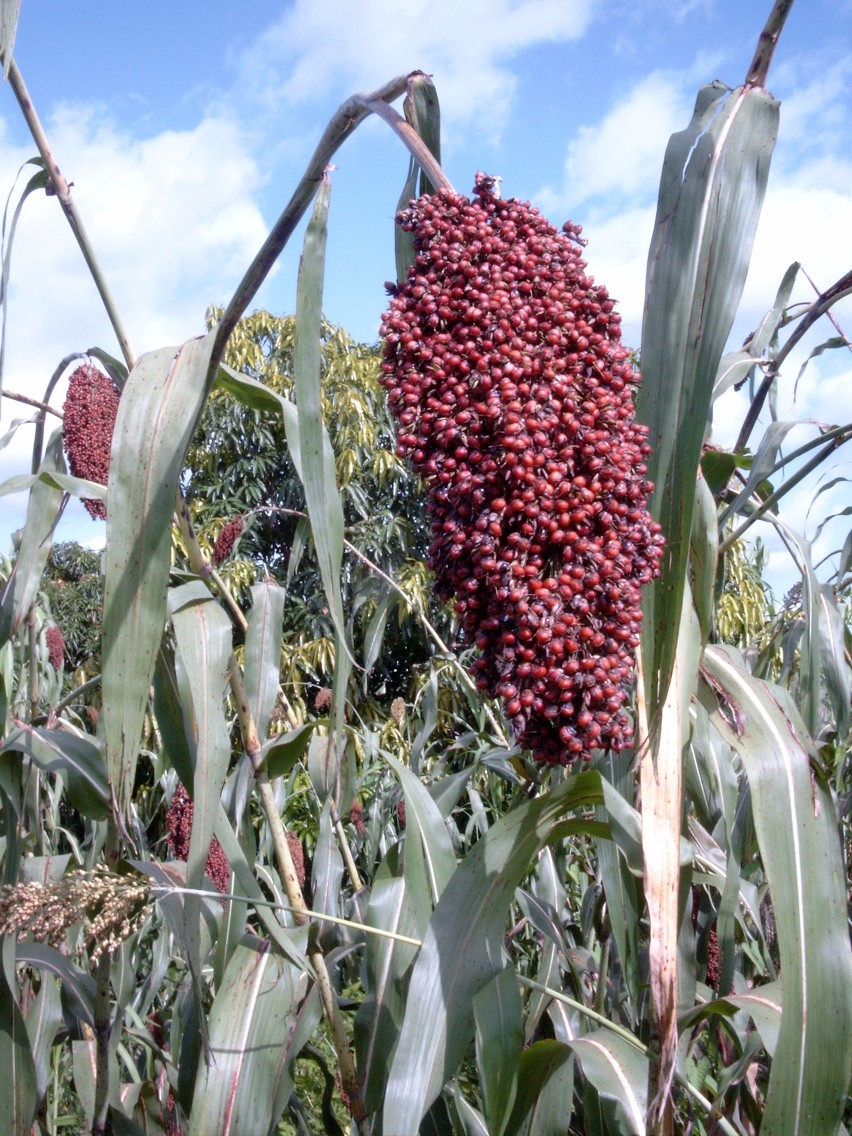
Kultywar o czerwonych ziarniakach

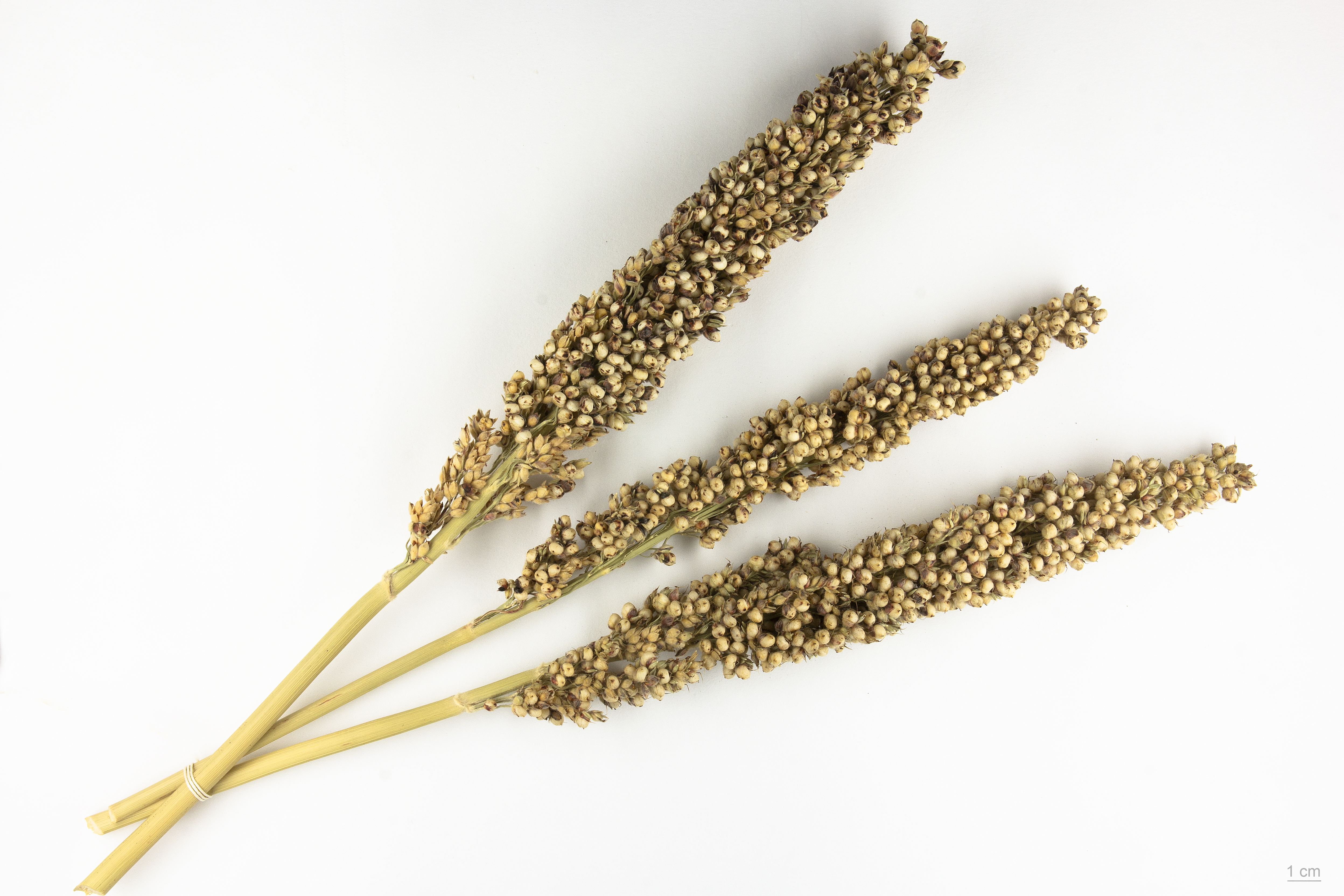
Odmiana 'Moderne'

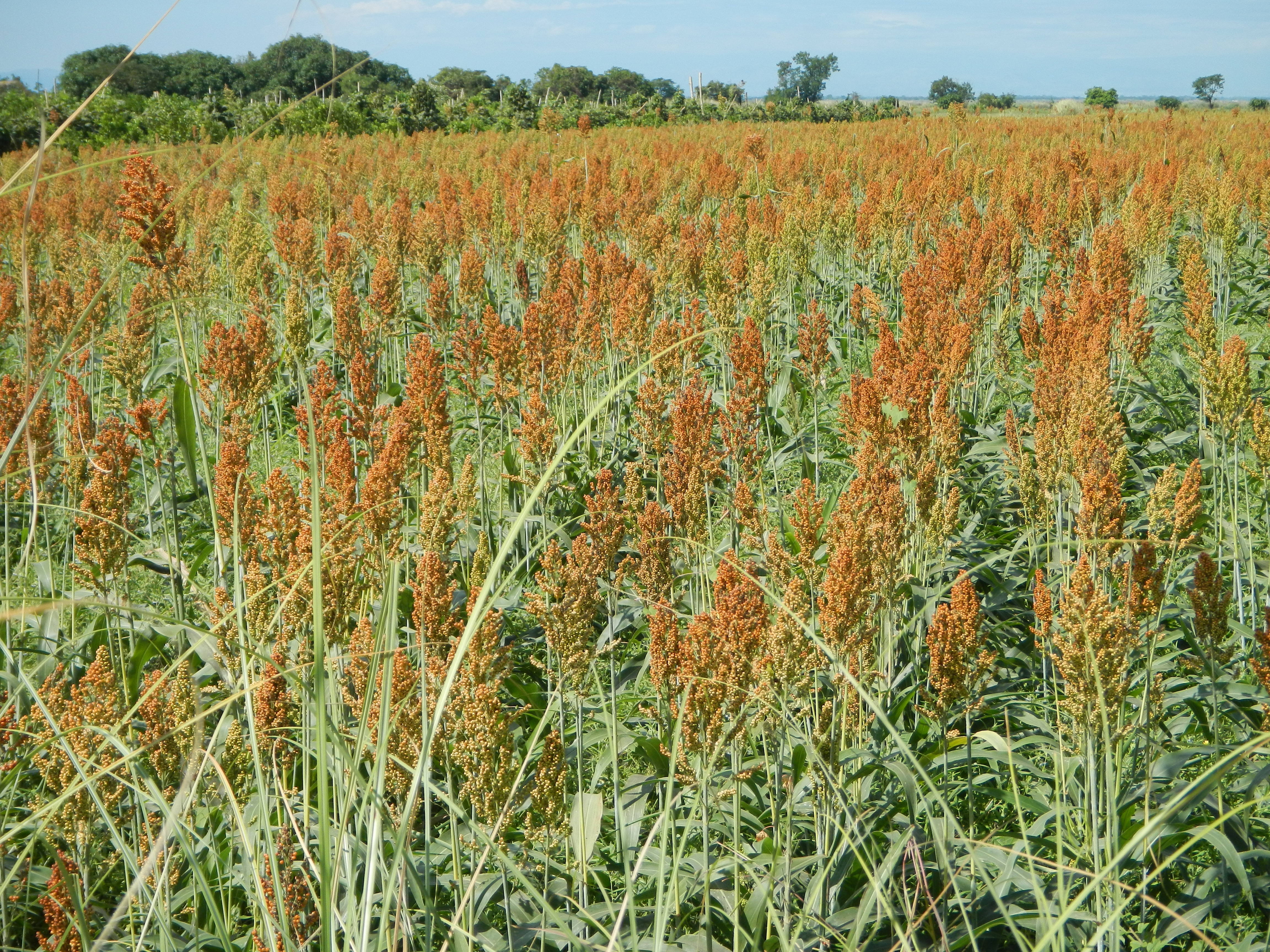
Plantacja sorga

Sorgo dwubarwne, sorgo zwyczajne, sorgo cukrowe, sorgo murzyńskie, sorgo japońskie, sorgo zwisłe, prosianka (Sorghum bicolor (L.) Moench) – gatunek roślin należący do rodziny wiechlinowatych (Poaceae). Pochodzi z Afryki i do dzisiaj rośnie dziko w całej niemal Afryce. Jako gatunek introdukowany rozprzestrzenił się w innych regionach świata i obecnie rośnie dziko także w Indiach, Australii, Ameryce Północnej, Środkowej i Południowej. Ponadto jest uprawiany w wielu krajach świata o klimacie tropikalnym i podzwrotnikowym, a także w cieplejszych regionach o klimacie umiarkowanym.

## Systematyka i nazewnictwo
Po raz pierwszy w 1753 r. Karol Linneusz w Species Plantarum wyróżnił gatunki Holcus saccharatus i Holcus sorghum. Conrad Moench w 1794 r. scalił je w jeden gatunek – Sorghum bicolor. Taksonomią tego gatunku zajmowało się wielu botaników, opisano go pod wieloma nazwami naukowymi, a w jego obrębie wydzielono wiele podgatunków, odmian i form. W ramach projektu The Plant List uporządkowano całe nazewnictwo tego gatunku. Wszystkie podgatunki, odmiany i formy (z wyjątkiem Sorghum bicolor var. charisianum (Busse & Pilg.) Snowden) zostały uznane za synonimy. Obecnie Sorghum bicolor ma około 320 synonimów.
Niektóre synonimy:
- Sorghum cernuum (Ard.) Host – sorgo zwisłe
- Sorghum durra (Forssk.) Trab. – sorgo durra
- Sorghum japonicum (Hack.) Roshev. – sorgo japońskie
- Sorghum saccharatum (L.) Moench – sorgo cukrowe
- Sorghum vulgare Pers. – sorgo zwyczajne
- Sorghum vulgare var. durra (Forssk.) F.T.Hubb. & Rehder – sorgo murzyńskie

## Morfologia
PokrójTrawa o wysokości do 5 m i wzniesionych, wyprostowanych źdźbłach. Z jednego systemu korzeniowego wyrasta jeden lub kilka pędów.
LiścieO długości 35–135 cm i szerokości 1,5–13 cm, obejmujące łodygę pochwą liściową. W dolnej części są wzniesione, potem odginające się w dół. Blaszka liściowa często falista o lancetowatym wierzchołku. Pokryte są woskowym nalotem. U nasady są zwykle wybarwione na czerwono i posiadają krótkie, białe włoski. Języczek liściowy ma długość ok. 2 mm i orzęsioną górną krawędź.
KorzenieWiązkowe. Główna masa korzeniowa znajduje się na głębokości do 90 cm, ale czasami korzenie mogą dochodzić na głębokość do 1,5 m. W poziomie system korzeniowy rozprzestrzenia się w kole o średnicy ok. 3 m.
KwiatyZebrane w szczytową, złożoną wiechę o długości do 60 cm. Składa się ona z kłosków wyrastających po 2-3 na szczytach gałązek. W kłoskach znajdują się kwiaty obupłciowe, kwiaty męskie lub kwiaty sterylne. Mają długość 3–10 mm i wyrastają bez szypułek, bezpośrednio na osi kłoska. Wyposażone są w dwie długie plewy o niemal jednakowej długości; wyższa ma 6–18 nerwów. Słupek z pierzastymi znamionami.
OwocOtoczone częściowo plewami zaokrąglone ziarniaki o średnicy 4–8 mm.

## Historia uprawy
Sorgo zalicza się do zbóż i jest jedną z najważniejszych roślin uprawowych na świecie. Szczególnie duże znaczenie ma dla ludności w strefie międzyzwrotnikowej i podzwrotnikowej.
Prawdopodobnie sorgo zaczęto uprawiać w Etiopii około 3–5 tys. lat p.n.e., ale pewne dowody o jego uprawie mamy dopiero z okresu około 1000 lat p.n.e. Z południowo-wschodniej Afryki sorgo rozprzestrzeniło się wzdłuż handlowych szlaków lądowych i szlakami morskimi w całej Afryce oraz na Bliskim Wschodzie, w Indiach i Chinach. Malowidła na ścianie pałacu Sennacheryba w Niniwie świadczą, że znane było w Babilonie w VIII wieku p.n.e. Było powszechnie uprawiane w starożytnym Egipcie i Palestynie. Do Ameryki Północnej dostało się wraz z transportem niewolników. Do uprawy komercyjnej zostało wprowadzone w Ameryce Półn. pod koniec XIX wieku, później w Ameryce Południowej i Australii. Obecnie uprawiane jest bardzo wiele kultywarów sorga.

## Zastosowanie
- Z ziarniaków sorga otrzymuje się mąkę i kaszę. Kaszę (kuskus) spożywa się po ugotowaniu, z mąki robi się placki, naleśniki i pierogi. Do celów kulinarnych zwykle używa się odmian o białym ziarnie[7] (znanych pod handlową nazwą dari). Sorgo nadaje się na dietę bezglutenową[7].
- Z mąki lub utłuczonego sorga poddanego fermentacji w Afryce sporządza się nieprzeźroczyste piwa i inne napoje alkoholowe. Używa się do tego celu odmian o czerwonych i brązowych nasionach. W Chinach z sorga robi się ocet i destyluje wysokoprocentowy alkohol (baijiu)[7], w tym bardzo znane gatunki Maotai i Erguotou.
- W starożytności ziarna sorga dodawano jako domieszkę do mąki pszennej lub jęczmiennej podczas wypieku chleba[8].
- Ziarniaki sorga są dobrą paszą dla zwierząt: świń i kur. W tym celu uprawia się duże ilości sorga w USA, krajach Ameryki Południowej i Środkowej, w Australii, Chinach i Indiach. Pędami pozostałymi po młocce karmi się bydło i robi z nich kiszonkę[7].
- Łodygi słodkich odmian sorga są przez miejscową ludność żute. W USA wytwarza się z nich słodki syrop[7].
- Kilka niejadalnych odmian sorga uprawia się wyłącznie dla pozyskania czerwonego barwnika znajdującego się w pochwach liściowych i sąsiednich odcinkach źdźbła. W Afryce barwnika tego używa się do farbowania koziej skóry, ale także mat, tkanin, pasków liści palmowych i traw użytych do sporządzania tkanin i wyrobów wikliniarskich, farbowania ozdobnych tykw i wełny. Tkaniny w których dominują kolory pochodzące z sorgo były znane jako „ifala”. W Beninie barwnika używa się do malowania ciał i farbowania serów. W XIX wieku czerwony barwnik z sorga eksportowany był do Europy. Z sorga w Beninie i południowo-zachodniej Nigerii produkuje się również fioletowy barwnik używany przez ludność Joruba do farbowania masek podczas tańców[7].
- W Europie i Ameryce Północnej z wiech sorga sporządza się miotły. Wykorzystuje się w tym celu odmiany o bardzo długich kwiatostanach[7].
- Z odpadów po wymłóceniu nasion wytwarza się pokrycia dachowe, ogrodzenia, tkaniny, biopaliwa, papier pakowy, płyty pilśniowe[7].
- Z mąki sorgowej wytwarza się klej używany do sklejania warstw sklejki[7].
- W tradycyjnej medycynie afrykańskiej sorgo jest używane przy leczeniu zapalenia wątroby, a wywar z mieszaniny liści i wiech sorga i innych roślin jest używany do leczenia anemii[7].

## Wartości odżywcze
W 100 g ziarna sorgo znajduje się:
- 9,2 g wody,
- 11,3 g białka, w tym: tryptofan 124 mg, lizyna 229 mg, metionina 169 mg, fenyloalanina 546 mg, treonina 346 mg, walina 561 mg, leucyna 1491 mg i izoleucyna 433 mg,
- 3,3 g tłuszczu, w tym: kwas linolowy 1305 mg, kwas oleinowy 964 mg i kwas palmitynowy 407 mg,
- 74,6 g węglowodanów, głównie skrobi zawierającej zazwyczaj 70–80% amylopektyny i 20–30% amylozy, ale są typy, które zawierają 100% amylopektyny i inne, zawierające do 62% amylozy,
- sole mineralne: Ca 28 mg, P 287 mg, Fe 4,4 mg,
- witaminy: witamina B1 0,24 mg, witamina B2 0,14 mg, witamina B3 2,9 mg. Brak witaminy C.

Ziarna sorga nie zawierają glutenu. Część białek stanowią nieprzyswajalne dla człowieka prolaminy, w rzeczywistości przyswajalne białko stanowi 8–9%. Na wartość odżywczą ziaren sorga wpływa też ilość zawartego w nich garbnika – taniny. Istnieją kultywary o małej ilości taniny lub w ogóle jej pozbawione, zwane białym sorgiem, charakteryzujące się większą wartością odżywczą dorównującą ziarnu kukurydzy. Istnieją też kultywary o dużej zawartości taniny, zwane brązowym sorgiem, mające mniejszą wartość odżywczą. Brązowe kultywary sorga są jednakże też uprawiane, szczególnie w Afryce, gdyż charakteryzują się większą odpornością na owady, choroby grzybowe, ptaki i kiełkowanie nasion w wiechach. Łuskanie, blanszowanie lub moczenie ich ziarniaków w roztworach alkalicznych znacznie zmniejsza w nich ilość garbników.

## Udział w kulturze
Sorgo nie jest w Biblii wymienione z nazwy, jednakże badacze roślin biblijnych uważają, że występuje ono w niektórych opisach biblijnych. N. Hepper uważa, że berło, które wręczyli Jezusowi naigrawający się z niego żołnierze, było źdźbłem i wiechą sorga z ubiegłorocznych zbiorów (Mt 27,29-30 i Mk 15,19), a N. H. Moldenke, A. L. Moldenke, że było trzciną, którą pojono Jezusa na krzyżu (Mt 27,48, J 19,29, Mk 15,36).